# Josef Kaněra von Tynbrugg
Josef Kaněra, seit 1907 Ritter Kaněra von Tynbrugg (* 6. März 1854 in Ober Radechau, Königreich Böhmen; † 1. Oktober 1914 in Wien), war ein böhmisch-österreichischer Verwaltungsbeamter und Unterrichtsminister.

## Leben
Kaněra studierte Rechtswissenschaften an der Universität Prag, ging 1877 bei der böhmischen Statthalterei in den Staatsdienst und wechselte 1880 ins Ministerium für Kultus und Unterricht. 1897 wurde er Ministerialrat und 1901 Sektionschef. 1907 erfolgte seine  Nobilitierung als Ritter von Tynbrugg.
Von 15. November 1908 bis 10. Februar 1909 war Kaněra österreichischer Minister für Kultus und Unterricht im Beamten-Ministerium Bienerth. Er war wie seine Kollegen als rangältester Sektionschef berufen worden. Nach seiner Amtszeit leitete er die Sektion für das Mittelschulwesen im Ministerium. Bei der von ihm vollzogenen Mittelschulreform modernisierte er Schulhygiene und körperliche Erziehung. Er war auch verantwortlich für die gesetzliche Regelung der Lehrlingsausbildung. Seiner Sektion unterstand das Volksschul- und Lehrerbildungswesen, die Kultusbauten, das Stiftungswesen sowie die Provisions- und Gnadenangelegenheiten. 1910 erfolgte die Ernennung zum Geheimen Rat, 1911 die Pensionierung.
Kaněra hatte mit seiner Frau Anna einen Sohn und eine Tochter. Sein Grab befindet sich am Wiener Zentralfriedhof, Gruppe 71, B 103.